# Randale & Freunde Festival
Das Randale & Freunde Festival wurde von der Band Querbeat gegründet und findet seit 2022 jährlich mit jeweils über 20.000 Besuchern in der Rheinaue in Bonn statt.

## Geschichte
Das Randale & Freunde Festival fand am 4. Juni 2022 zum ersten Mal statt. Ursprünglich war das Festival schon für den 27. Juni 2020 geplant und musste aufgrund der Covid-19-Pandemie mehrfach verschoben werden.
Die zweite Auflage fand am 29. Juli 2023 statt. Ein Eilantrag gegen das Festival wegen Lärmbelastung führte dazu, dass sich die Veranstalter entschieden, die Position der Bühne vorsorglich kurzfristig zu verändern. Der Eilantrag wurde vom Verwaltungsgericht Köln abgewiesen.
Am 22. Juni 2024 fand das Festival zum dritten Mal statt.

## Bands
- 2022: Querbeat, Bukahara, OK Kid, La Pegatina
- 2023: Clueso, Querbeat, Grossstadtgeflüster, Das Lumpenpack, Friedberg
- 2024: Milky Chance, Querbeat, Roy Bianco & Die Abbrunzati Boys, Ennio, Dilla, Sirens of Lesbos